# Pectinia crassa
Pectinia crassa is een rifkoralensoort uit de familie van de Pectiniidae. De wetenschappelijke naam van de soort is voor het eerst geldig gepubliceerd in 2003 door Ditlev.